# Edson Henrique da Silva
Edson Henrique da Silva, noto semplicemente come Edson (Itaquitinga, 6 luglio 1987), è un calciatore brasiliano, difensore svincolato.